# Altes Rathaus (Künzelsau)
Das Alte Rathaus in der Hauptstraße 41 in Künzelsau ist das ehemalige Rathaus des Städtchens. 

## Gebäude
Das Bauwerk im fränkischen Fachwerkstil wurde im Jahr 1522 nach einer Brandkatastrophe errichtet und beherbergte bis 1989 die Stadtverwaltung. Zeitweise wurde es auch zu anderen Zwecken genutzt, z. B. als Markthalle. Heute ist darin die Stadtbücherei untergebracht.
Eine Steinplatte am Gebäude trägt die Inschrift „IN DISEM 1522 JAR IST DIS RATHAUS VON NEUEM ERBAUET WORDEN.“
Die Nordseite des Alten Rathauses ist mit den Wappen der sechs Ganerben der Stadt und mit einem Medaillon des Künzelsauer Stadtwappens geschmückt, auf dem das Haupt von Johannes dem Täufer abgebildet ist. Eine weitere Steinplatte zeigt zwei Wappen über einer Jahreszahl.

## Umgebung
Anzunehmen ist, dass es ab etwa 1400 ein Rathaus in Künzelsau gab. Unklar ist, ob dieser Vorgängerbau an derselben Stelle stand wie das jetzige Alte Rathaus. Die Hauptstraße, Zentralachse der Altstadt, folgt dem Verlauf des heute weitgehend verdolten Künsbachs, der hier unter dem Alten Rathaus durchfließt. Das etwas dezentral im Straßenverlauf stehende Alte Rathaus gliedert die platzartig breite Fläche der Hauptstraße in einen nördlichen und südlichen Teil. Zu Beginn des 21. Jahrhunderts wurde ein Architekturwettbewerb zur Gestaltung seiner Umgebung ausgeschrieben, im Jahre 2009 waren die Sanierungsmaßnahmen abgeschlossen.

## Bilder

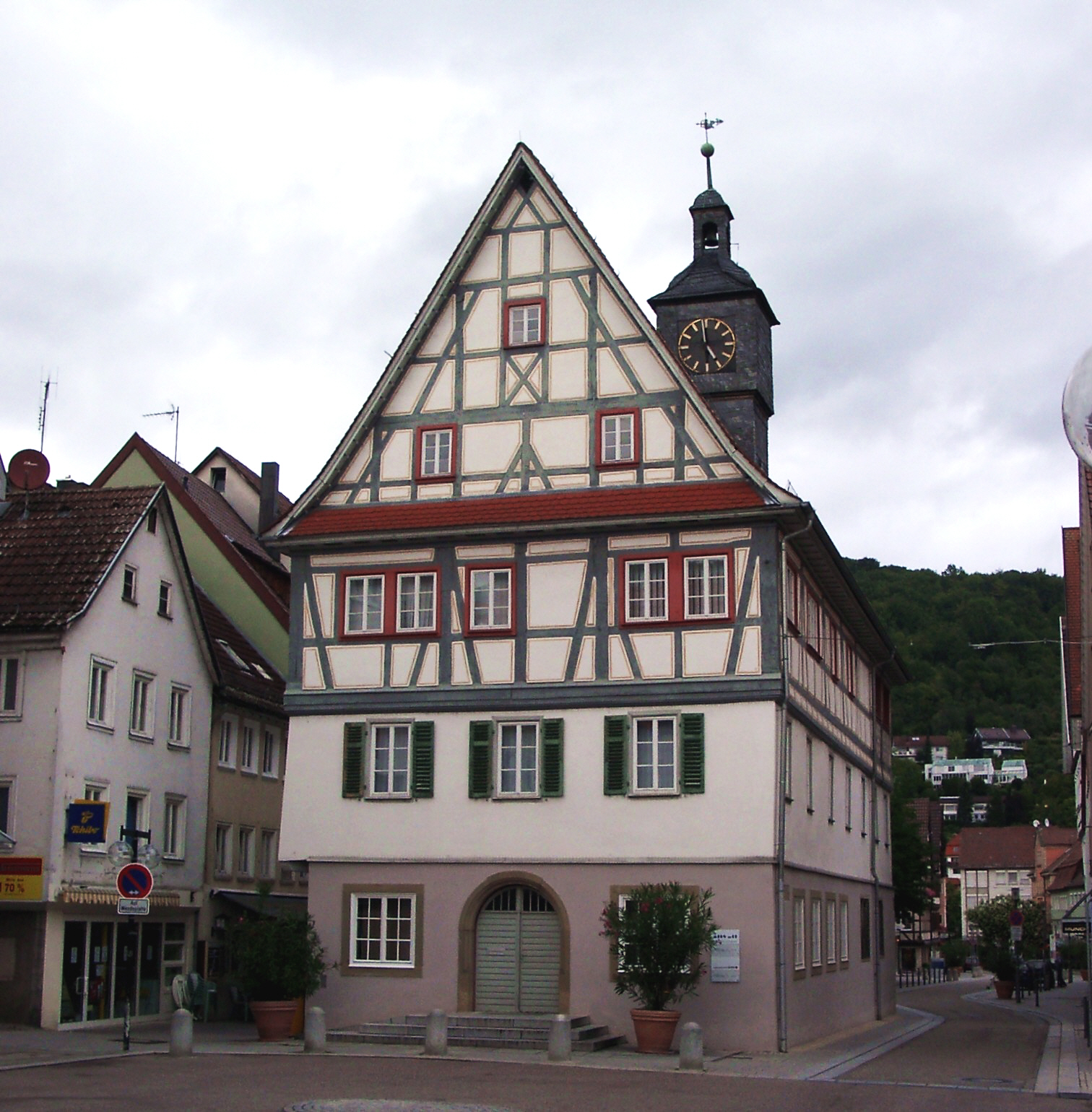
Südseite 2007
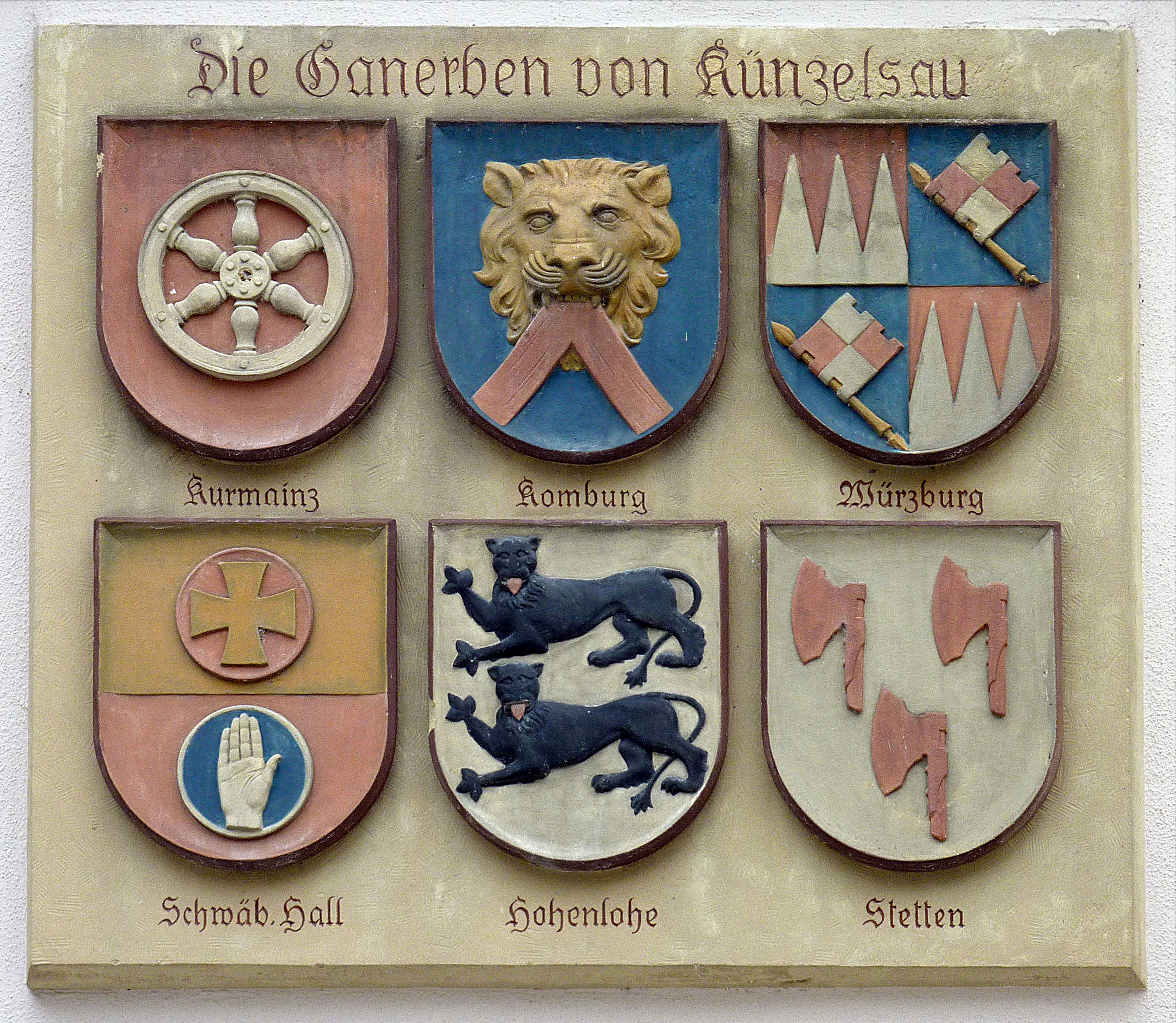
Ganerbenwappen
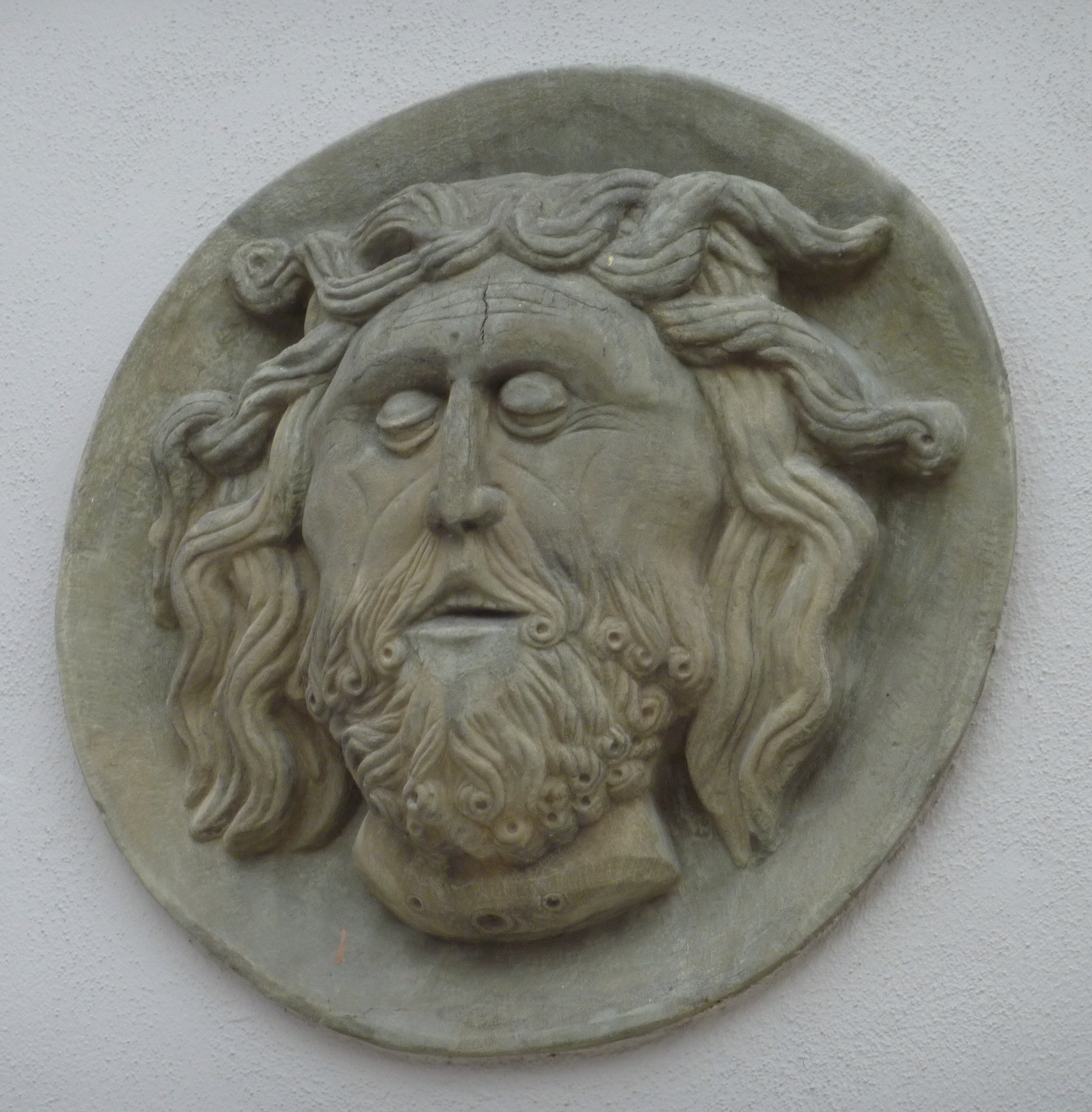
Haupt Johannes des Täufers
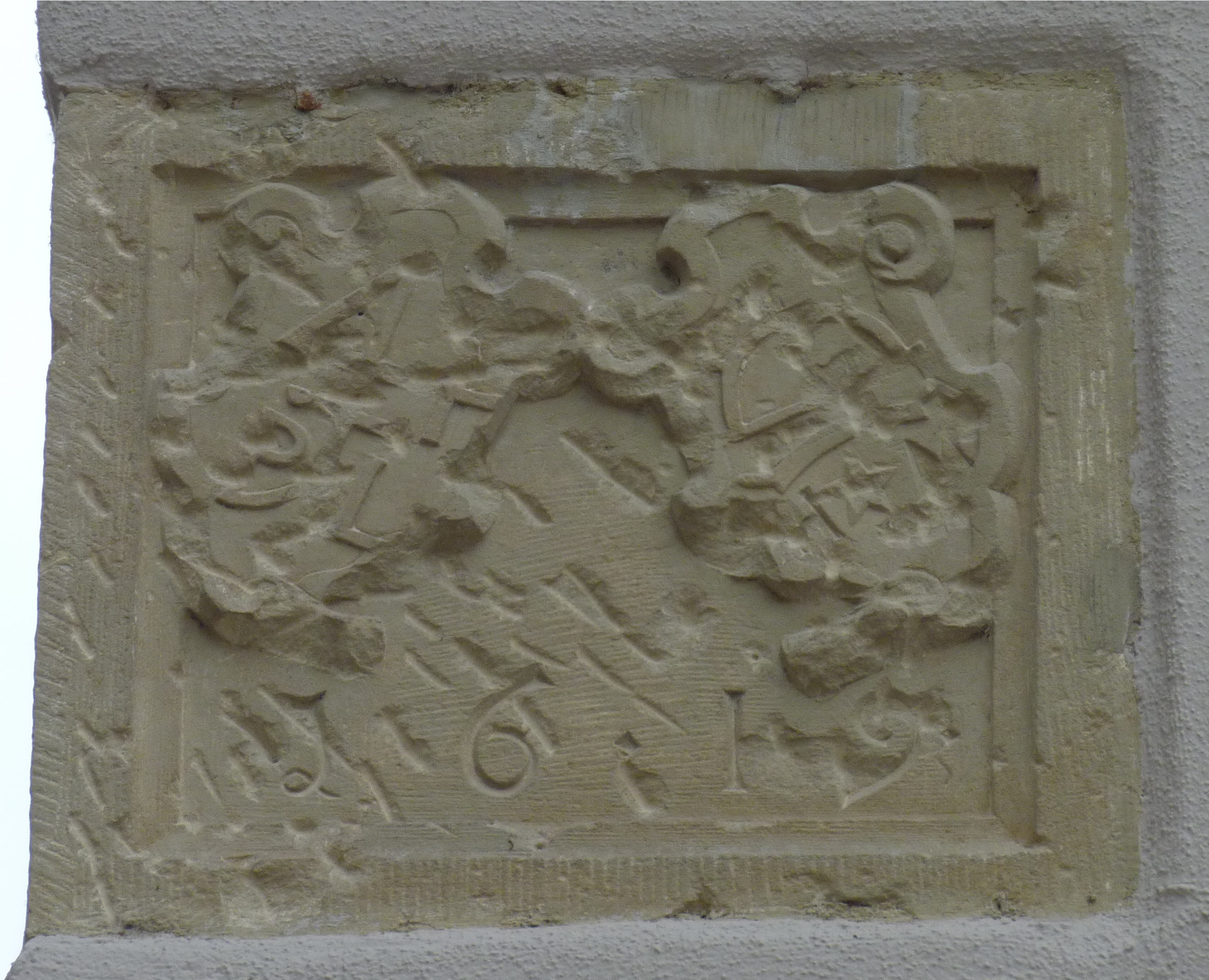
Alte Steinplatte mit Wappen
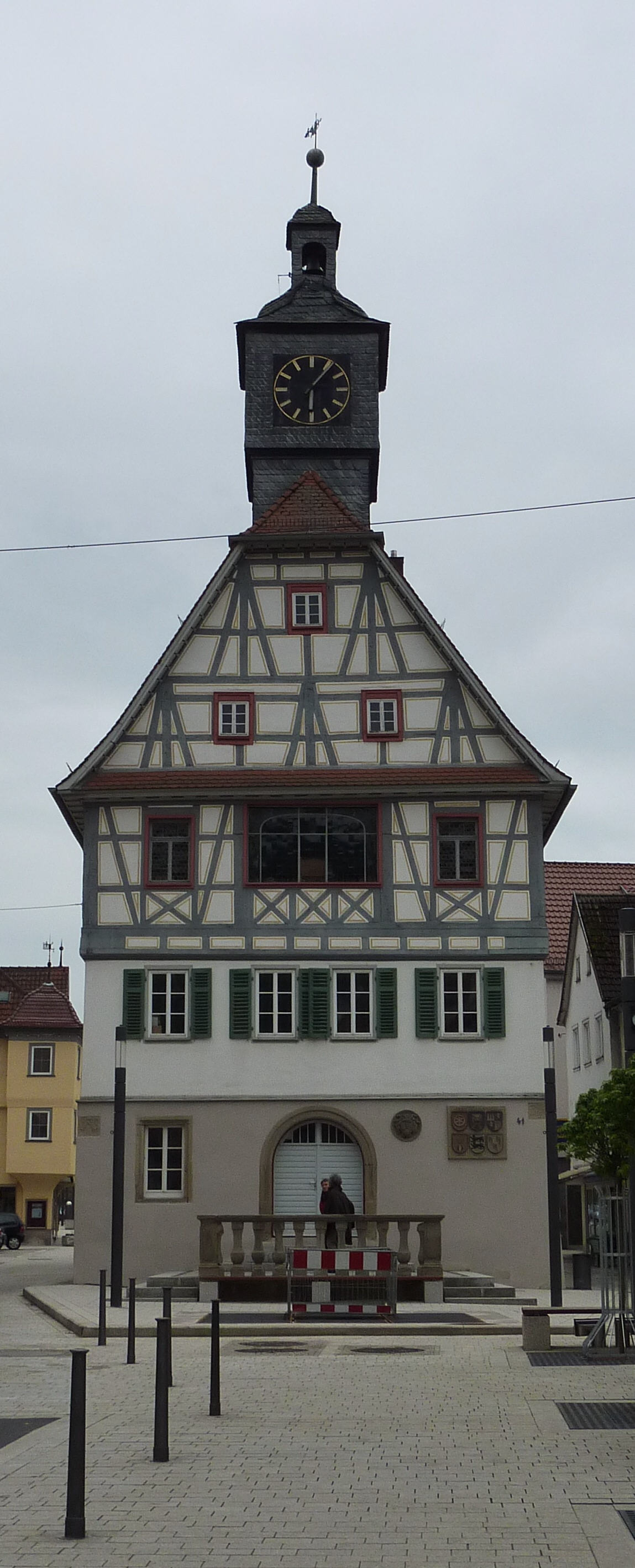
Nordseite 2010